# Werbauba
Werbauba (wr-b3.w-b3) ókori egyiptomi vezír volt az V. dinasztia idején, Szahuré fáraó uralkodása alatt.
Csak domborművekről ismert Szahuré halotti templomából Abuszírban. Az egyiken a király mögött áll, elsőként a hivatalnokok sorában. A rossz állapotban fennmaradt jelenet királyi vadászatot ábrázol. Werbauba a legalsó regiszterben szerepel, csak neve és három címe maradt fenn, köztük a hivatalnok (z3b) és vezír. Feltételezések szerint a templomnak ez a része a király uralkodásának vége felé készült el, így Werbauba Szahuré élete vége felé, és talán Noferirkaré uralkodásának elején töltötte be a vezíri pozíciót.

## Fordítás
- Ez a szócikk részben vagy egészben  a   Werbauba című angol Wikipédia-szócikk ezen változatának fordításán alapul.  Az eredeti cikk szerkesztőit annak laptörténete sorolja fel. Ez a jelzés csupán a megfogalmazás eredetét és a szerzői jogokat jelzi, nem szolgál a cikkben szereplő információk forrásmegjelöléseként.